# Новаковский, Генрик
Генрик Алексий Антоний Новаковский (пол. Henryk Aleksy Antoni Nowakowski; 1822—1871) — австрийский польский писатель и журналист.

## Биография
Генрик Новаковский родился и умер в Лемберге (ныне Львов). В 1830-х и 1860-х годах участвовал в польском национальном движении и в 1863 году был на некоторое время заключён в тюрьму и после освобождения какое-то время находился в эмиграции.
Занимался журналистикой: сотрудничал сначала в издании «Gazeta Lwowska», затем в издании «Świt», затем редактором издания «Dziennik narodowy». Выполнял также переводы с французского языка.
Отдельно были изданы следующие его произведения: «Dwa poźegnania», драма (Львов, 1860), «Kasper Karliński», исторический очерк (Львов, 1862) и «Album lwowskie» (там же, 1862).